# Galudra (Pondok Salam)
Galudra is een bestuurslaag in het regentschap Purwakarta van de provincie West-Java, Indonesië. Galudra telt 1123 inwoners (volkstelling 2010).